# Bulbasaur
Bulbasaur (フシギダネ, Fushigidane), chamado de Bulbassauro em português brasileiro, é uma espécie fictícia pertencente à franquia Pokémon da Nintendo. Apareceu pela primeira vez em 1996 nos jogos Pocket Monsters Red & Green, levados ao ocidente como Pokémon Red & Blue. É um dos iniciais de Kanto, junto com Charmander, do tipo fogo, e Squirtle, do tipo água. Bulbasaur é dos tipos Planta e Veneno, notoriamente percebível por conta da grande planta em suas costas e de sua coloração verde-água. Sua classificação na Pokédex Nacional, Pokédex que merge todos os Pokémon de todas as regiões em uma, é #001.
Bulbasaur é um dos Pokémon mais famosos de todos os tempos, tendo ganhado diversos brinquedos, pelúcias, fichas, cartas de TCG e até mesmo uma moeda comemorativa na ilha de Niue.

## Desenvolvimento

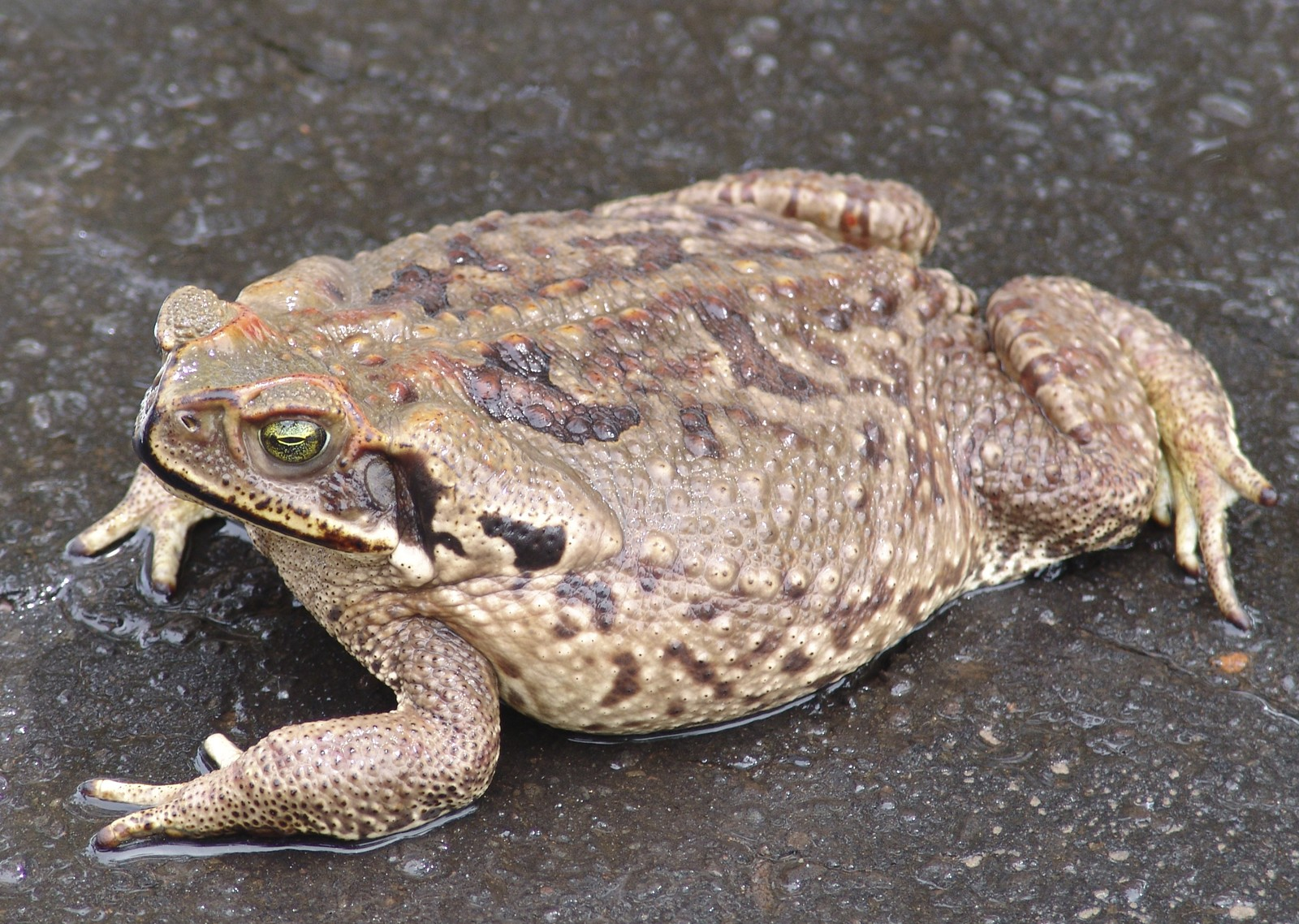
Sapos, a inspiração para a criação do Bulbasaur.

De acordo com Ken Sugimori, Bulbasaur e suas evoluções são baseadas em sapos, mesmo que seu nome o classifique como um dinossauro. O seu nome original em japonês, Fushigidane, vem de misterioso (fushigi) e de semente (tane/dane), porém sem separar as origens, a tradução literal fica como "não é estranho?". Já o seu nome de origem norte-americana, Bulbasaur, vem de bulbo (bulba) e dinossauro (saur).
Bulbasaur é um anfíbio quadrúpede, de coloração verde-água claro e com algumas manchas verde-água escuro. Contém um bulbo em suas costas, que tem um formato muito parecido com uma cebola. Esse bulbo, de acordo com a Pokédex, absorve os raios solares e faz com que os Bulbasaur consigam passar dias e dias sem comer uma migalha sequer, pois se alimentam da energia obtida pela fotossíntese. De acordo com o site oficial de Pokémon, "Bulbasaur pode ser visto dormindo na luz do sol. Há uma semente nas suas costas. Absorvendo os raios do sol, a semente cresce progressivamente."

## Aparições

### No anime
Um dos Pokémon que mais apareceu no anime, Bulbasaur já foi um dos principais Pokémon de Ash durante a primeira temporada. A treinadora May também teve um Bulbasaur na região de Hoenn.

### Nos jogos
Bulbasaur aparece como Pokémon inicial nos jogos da região de Kanto, disputando a sua escolha junto com Charmander e Squirtle. Em Pokémon Yellow, onde o único Pokémon inicial disponível é o Pikachu, o Bulbasaur é recebido de presente por uma garota na cidade de Cerulean se a felicidade do Pikachu estiver alta. Em Pokémon HeartGold & SoulSilver, o jogador pode escolher um dos três iniciais de Kanto após ter derrotado Red. Em Pokémon X & Y, o jogador novamente pode escolher um dos inicias de Kanto, porém dessa vez um pouco depois do início da jogatina. Bulbasaur também aparece em praticamente todos os spin-offs da série, como por exemplo Pokémon Stadium e também Pokémon Ranger.

### Em outras mídias
Bulbasaur é o principal Pokémon de Red no mangá Pokémon Adventures, assim como também aparece no primeiro episódio da websérie Pokémon Generations batalhando contra um Pikachu selvagem. Aparece nos jogos Super Smash Bros. Melee e Super Smash Bros. Brawl como um dos diversos troféus de coleção do jogo. Também conta com várias cartas no jogo de cartas da franquia, o Pokémon Trading Card Game, conhecido também como Pokémon TCG ou simplesmente TCG.